# Ettal
Ettal és un municipi de l'Alta Baviera a 10 km al nord de Garmisch-Partenkirchen i a aproximadament 8 km cap al sud-est d'Oberammergau al districte de Garmisch-Partenkirchen. Té aproximadament 850 habitants i es compon d'Ettal i de Graswang, (on se situa el castell de Linderhof), Dickelschwaig i Rahm. Al municipi hi ha el monestir d'Ettal.
El 1922, el compositor rus Serguei Prokófiev s'hi va retirar durant divuit mesos amb la seva dona Lina Llubera per a acabar-hi la composició de la seva òpera L'àngel de foc. El 1973 Luchino Visconti hi va rodar escenes de Ludwig.